# Rudolf Lindmayer
Rudolf Lindmayer (1882. február 24. – 1957.) osztrák birkózó és kötélhúzó.
Az 1906. évi nyári olimpiai játékokon indult kötélhúzásban. Egyenes kieséses volt a verseny. Az első körben kikaptak a görögöktől, majd a bronzmérkőzésen szintén kikaptak a svédektől.
Indult még birkózásban, középsúlyban. Ebben a számban ezüstérmes lett.